# Монкривело
Монкривело (итал. Moncrivello) је насеље у Италији у округу Верчели, региону Пијемонт.
Према процени из 2011. у насељу је живело 1013 становника. Насеље се налази на надморској висини од 304 м.

## Становништво
Према резултатима пописа становништва 2011. у општини је живело 1.465 становника.
| 1936. | 1951. | 1961. | 1971. | 1981. | 1991. | 2001. | 2011. |
| ----- | ----- | ----- | ----- | ----- | ----- | ----- | ----- |
| 2.156 | 1.948 | 1.611 | 1.518 | 1.460 | 1.460 | 1.477 | 1.465 |